# Helge Trimpert
Helge Trimpert (* 26. Juni 1951 in Halle (Saale)) ist ein deutscher Filmregisseur, Dokumentarfilmer und Autor.
Trimpert absolvierte nach seinem Abitur ein Regievolontariat beim Deutschen Fernsehfunk. 1971 begann er ein Studium an der Hochschule für Film und Fernsehen (HFF) in Potsdam-Babelsberg, Fachrichtung Regie, welches er 1974 abschloss. Im Anschluss arbeitete er bis zur Wende als Regieassistent und Filmregisseur im DEFA-Studio für Spielfilme. Seit 1991 freischaffend.
1979 inszenierte er mit dem 30-minütigen Gegenwarts-Diplomfilm Rauch ohne Feuer nach einer Kurzgeschichte von Joachim Nowotny seine erste Regiearbeit, die von der DDR-Kritik wohlwollend aufgenommen wurde.

## Filmografie
- 1977: Die Flucht (Regieassistenz)
- 1979: Rauch ohne Feuer (Kurzfilm)
- 1980: Johann Sebastian Bachs vergebliche Reise in den Ruhm (Regieassistenz)
- 1981: Wie wär’s mit uns beiden
- 1982: Alexander der Kleine (Assistenzregie)
- 1983: Der Scout (Assistenzregie)
- 1985: Atkins
- 1989: Pestalozzis Berg (Regieassistenz)
- 1990: Lasst mich doch eine Taube sein (Assistenzregie)